# Абу Бекир Сидик
Абу Бекир Сидик је била муџахединска терористичка јединица која је током 1998. године на страни ОВК учествовала у борбама на током рата за Косово и Метохију. Након рата јединица је наставила своје екстремистичко деловање на Косову и Метохији.

## Корени исламског радикализма на Косову и Метохији
Присуство радикалног исламског фактора на територији КиМ потврђено је кроз активно учешће муџахедина у оружаним сукобима на Косову и Метохији 1998-1999 у склопу оружаних формација ОВК, као и кроз деловање разних исламских хуманитарних организација.
О присуству радикалног ислама на Косову и Метохији говори и податак да је, током 1995. године, Осама Бин Ладен боравио у Албанији, као гост тадашњег председника Албаније Салија Берише, када су формиране базе за логистичку и финансијску подршку организацији Ал Каида и успостављање њене ћелије на КиМ. Поред Бин Ладена, наведеном састанку су присуствовали и Бакшим Газидеда, бивши шеф тајне полиције Албаније, Хашим Тачи и Рамуш Харадинај. Том приликом, Бакшим Газидеда је изабран за једног од руководиоца Ал Каиде за подручје Балкана. Према наводима Интерпола друга веза ОВК и Бин Ладена је чињеница да је Мухамед Ал Завахири, брат др Ајмана ал Завахирија (лидера организације Египатски Џихад и идеолога Ал Каиде), предводио елитну јединицу ОВК за време сукоба на Косову.
Амерички сенатор Пат Робертс, председник Комисије за безбедност Сената, изјавио је да САД поседују доказе о повезаности ОВК са Осамом Бин Ладеном. Такође, и обавештајни кругови у Албанији потврдили су снажно присуство Бин Ладенове мреже у овој земљи, као и постојање њихових планова за нападе на америчке држављане и објекте. Исти извори потврдили су и присуство четири групе ратника џихада (из Египта, Саудијске Арабије, Алжира, Туниса и Судана) на северу Албаније и њихово учешће у сукобима на КиМ, у редовима ОВК.
Фанатични исламски борци из Авганистана, Алжира, Египта, Чеченије, Ирана и других земаља били су укључени у командне саставе штабова ОВК на Косову. У одређеним случајевима, ова радикално оријентисана и вискоко 
професионално обучена лица су формирала самосталне јединице ангажоване на специјалним борбеним и тактичким задацима. Непосредно су учествовали у освајању и чишћењу терена, киднаповању грађана и полицајаца, суровим мучењима и ликвидацијама. Такође су били ангажовани и као инструктори специјалистичке обуке неких формација ОВК.
Да су исламски свети ратници - џихадисти стигли на Косово било је јасно и по тактици на терену. Многи од њих који су ратовали у Чеченији, Авганистану, Либану почели су да користе начине борбе виђене у тим земљама - снајперска дејства, подметање бомби и експлозивних направа, отмице људи, појединачна и масовна убиства цивила, нападе на станице полиције, војске и граничне јединице, опсада насеља и ширење страха и панике. Већ у марту 1998. неки страни медији јавили су да у Дреници веома професионално дејствују групе страних плаћеника. Када је 3. маја 1998. године у околини Ђаковице разбијена група терориста, међу погинулима је нађен и један црнопути човек. Према идентификационим документима нађеним код њега установљено је да се ради о Џабер Имад Мадедину из Судана. Нешто касније у једном другом сукобу убијен је Палестинац Абу Хамзех, који је завршио обуку у терористичком логору под контролом муслиманске војске Федерације БиХ у селу Мехурић.
Већина ових терориста се окупљала у сабирне логоре и кампове на северу Албаније, посебно око Тропоје. Из овог градића се пребацују на КиМ, носе црне униформе и траже да им се повере командне улоге. То је утврђено од стране званичних југословенских истражних органа на терену и из докумената погинулих и заробљених терориста. Поред униформи, најбољег наоружања, војне опреме и личних докумената, код многих су пронађена и џепна издања Курана и књиге са молитвама на арапском језику. То је било посебно карактеристично за групу која је ликвидирана почетком јула 1998. године у пограничној зони код Ђаковице. О убацивању муџахедина на Косово сведочи и дневник команданта Алије Рабита из Прешева који је предводио јединицу муџахедина која је почетком јула 1998. покушала да се из Албаније пребаци на Косово.
Присуство страних плаћеника потврдио је и представник аметичког Стејт Департмента, Роберт Гелбард, у јуну 1998, када је у Вашингтону изјавио се да у оквиру ОВК налазе и Чечени и Иранци.
Тада је већ било познато да борци озлоглашеног јорданског исламског терористе команданта Хатаба припремљени и опремљени у Авганистану и Чеченији, долазе масовно на Косово као плаћеници Исламске терористичке интернационале.

## Деловање јединице Абу Бекир Сидик током рата за Косово
На подручју Дренице, са базом у селу Доње Преказе а у саставу ОВК, од маја до краја јула 1998. године, деловала је комбинована муџахединска јединица Абу Бекир Сидик, којом је командовао Екрем Авдија из Косовске Митровице. Иначе, Екрем Авдија је боравио и у кампу за обуку у селу Тешњу, БиХ, и у кампу Хост у Авганистану. Припадници ове јединице били су и његова браћа Адем и Мухамед Авдију. Вероватније је да је Екрем Авдију био духовни вођа јединице, а да је војни командант био његов брат Адем.
Авдија је јединицу формирао уз помоћ терориста Абу Угбе код кога је био на 15-дневној обуци у кампу Хост у Авганистану 1992. године, Абу Малија - команданта јединице Ел Муџахедин у Босни и познатог малезијског терористе Бин Лемана. Активности јединице, набавку и илегално допремање 
оружја, финансирале су организације из Зенице (БиХ), Исламски балкански центар и Активна исламска омладина.
У саставу поменуте јединице било је 115 муџахедина, међу њима око 40 страних држављана (10 из Саудијске Арабије, 2 из Египта, 4 из Албаније, 2 из Енглеске и по један из Ирске и Шкотске, а остали су били држављани Македоније и БиХ). Јединица је располагала аутоматским пушкама југословенске, кинеске и руске производње, снајперима, бацачима граната 40 мм, ручним бацачима, зољама, лаким и тешким митраљезима, ручним бомбама и другим наоружањем. Ову јединицу су наоружали команданти ОВК Адем Јашари, Сулејман Селими и Сами Љуштаку, и давали јој инструкције за конкретне терористичке акције.
Један од инструктора обуке припадника јединице био је Џамел Ламрани, познат као Абу Мусаб, који је својевремено студирао у Београду, где је почетком 90-их ухапшен као припадник верско - терористичке организације Фронт исламског спаса.
Један од локалних команданата ове јединице био је екстремни албански терориста Африм Љуљај, звани Абу Мусем. Предводио је огранак ове јединице у селу Смоница код Јуника. Учествовао је у организовању и извођењу терористичких напада на припаднике МУП-а и ВЈ на брду Чабрат изнад Ђаковице, на путном правцу Ђаковица-Дечани. Друга војна група Абу Бекир Сидика била је Дреничка чета.
У сукобу са МУП-ом Србије 1. августа јединица Абу Бекир Сидик је поражена и након одлуке да се она расформира, муџахедини албанске националности су се вратили у своја пребивалишта на КиМ, док је друга група муџахедина покушала да пређе у Албанију. Том приликом припадници МУП-а Србије су 18. августа 1998. године, приликом илегалног преласка југословенско-албанске границе, ухапсили групу муџахедина међу којима су били и командант Екрем Авдија, Шпенд Коприва, Неџмедин Лауши, Башким Глоговци Абу Абаз, Кренар Телћију Атаман и други. Они су осуђени на вишегодишње затворске казне, али су ослобођени на основу Закона о амнестији из 2001. године, под притиском међународне заједнице.
На 18. исламској конференцији, одржаној у Пакистану октобра 1998. године, албански сепаратизам на КиМ окарактерисан је као џихад, чиме је читав муслимански свет позван да помогне, свим расположивим средствима, борбу за слободу на окупираним муслиманским територијама. Позивајући се на џихад, терористичка организација Осаме Бин Ладена најавила је терористичке нападе против неверника, односно против Уједињеног Краљевства, САД, Француске, Израела, Русије, Индије и Србије.
Тако су и током 1999. године муџахедини пристизали на Косово, а добар део је учествовао у великим биткама на југословенско-албанској граници (Битка на Кошарама и Операција Стрела), где је током ових борби и погинуло неколико фанатичних џихадиста.

## Послератна организација јединице Абу Бекир Сидик
Убрзо по изласку из затвора 2001. године, Екрем Авдија је наставио да води организацију Косовски исламски биро, основану 1998, која је временом проширила опсег свог рада оснивањем испостава у свим већим косовским градовима, да би убрзо реактивирао муџахединску јединицу Абу Бекир Сидик, са седиштем у јужном, албанском делу Косовске Митровице. У ову јединицу је укључена и његова супруга Белкизе. Авдију, као вођа беле Ал Каиде на Косову, сарађује и са вођама џихадиста у Македонији који делују у околини Тетова и Куманова. Такође, сарађује и са босанским вехабијама и муџахединима. Августа 2005. године босанске вехабије су се у Косовској Митровици састале са Екремом Авдијуом ради договора о координирању рада исламистичких група на Балкану. Сарађује и са групом Алахова армија из Призрена чији је вођа Семедин Џезаири. Једно од главних упоришта Абу Бекир Сидика је џамија у селу Жабар где се њени припадници радикализују и војно оспособљавају на полигону у шуми поред џамије.
Ова организација је тесно повезана са терористичко-криминалном групом Рахмана Раме. Утврђена је и њихова блиска веза са Активном исламском омладином. Ове групе су довођене у везу са минирањем пруге Рашка - Косовска Митровица и бомбашким нападом на полицијски пункт Мехов крш на граници Србије и Црне Горе 2003. године, који је изведен уз подршку припадника Активне исламске омладине из Новог Пазара. Такође, Абу Бекир Сидик сарађује и са међународним организацијама, међу којима и са хуманитарном организацијом ИГАСА, чији је вођа Џамел Ламрани, инструктор муџахедина на Косову 1998. године. Априла 2003. године припадници јединице Абу Бекир Сидик су унели из Албаније на Косово 10 до 20 кг пластичног експлозива и сакрили га на подручју јужне Косовске Митровице. Маја 2003. године Авдију и други муџахедини су боравили и у Новом Пазару, где су припремили камион за извршење самоубилачког напада на припаднике америчког контингента КФОР-а у Бондстилу али га нису извршили. Авдију, Бесим Веца и Бесник Рама су ухапшени од стране међународних снага 28. новембра 2003. због сумње да се баве тероризмом, али су убрзо ослобођени 2. децембра због недостатка доказа.
Припадници Абу Бекир Сидика су 1. децембра 2003. године у српском, северном делу Косовске Митровице, поставили бомбу велике разорне моћи у близини трафо-станице, удаљене само 50-ак метара од студентских домова и игралишта Техничке школе. Бомба је брзо уочена, па су је припадници специјалне јединице Унмик полиције брзо демонтирали. У добро обавештеним круговима блиским косовским институцијама тада се тврдило да је шесторо чланова ове групе, предвођени Неџмедином Лаушијем, починило напад на српску децу у Гораждевцу 13. августа 2003. године.
Групу Абу Бекир Сидик је новембра 2004. године чинило 30 чланова, међу којима су били Шпенд Коприва, Адем Авдија, Мухамед Авдија, Сами Хоти, Бесим Исмаиљи, Ертан Битићи, Ахмет Хоџа, Љуљзим Имери, Неџмедин Лауши, Ариф Краснићи, Фаик Башота, Башким Глоговци, Кренар Телћију, Сами Биљали...
Члан ове јединице је и Убеид Гаши, иначе један од кључних организатора насиља на Космету 17. марта 2004. године. Гашијева радио-станица из јужног дела Косовске Митровице је тог дана прва објавила лажну вест да су Срби убили троје албанске деце, чиме је започело насиље које је резултовало хиљадама расељених Срба и уништавањем културно-историјских споменика. Поред Гашија, један од организатора насиља (на подручју Призрена) био је такође припадник јединице Абу Бекир Сидик, Реџеп Љушта.
Екрем Авдију је као вођа косовских муџахедина остварио значајну сарадњу и честе контакте са санџачким вехабијама на којима договарају заједничко деловање. Један од значајнијих састанака косовских и санџачких вехабија одржан је почетком априла 2006. године у јужном делу Косовске Митровице. Том приликом договорени су канали за пребацивање исламистичких терориста са Косова у Санџак и да се део наоружаних и војно оспособљених вехабија са Косова по потреби пребаци у Санџак и стави на располагање тамошњим вехабијама. Авдију и његова организација снабдевају санџачке вехабије оружјем, изводе војне вежбе и помажу у људству. Екрем Авдију је у сарадњи са санџачким вехабијама организовао и избор кандидата за школовање у средњој верској школи у Елбасану у Албанији, где се школују исламски радикали. Договорено је да се на школовање упути посебна група деце са Косова и из Санџака, која су остала без родитеља. Авдију је такође укључен у настојања санџачких вехабија да старе хоџе и имаме у Санџаку замене радикалним. Поводом тог питања крајем јула исте године је одржан састанак санџачких вехабија са косовским вехабијама предвођеним Екремом Авдијуом и босанским вехабијама предвођеним Нусретом Имамовићем.
Последњих дана 2008. године у Косовску Митровицу (Бошњачку махалу) стигло је око 150 муџахедина као појачања јединици Абу Бекир Сидик, да би, наводно, чували Албанце. Они су се сместили у селу Бајгора на врховима Копаоника, где постоји камп за обуку муџахедина.